# نادي أوفييدو لكرة السلة
نادي أوفييدو لكرة السلة (بالإسبانية: Oviedo Club Baloncesto)‏ هو فريق كرة سلة إسباني للمحترفين تأسس في سنة 2004 يقع مقره في أوفييدو. ينافس في الدوري الإسباني لكرة السلة الدرجة الثانية. من لاعبيه إدواردو هرنانديز سونسيكا.

## وصلات خارجية
- الموقع الرسمي